# ليو سيمونز
ليو سيمونز (بالإنجليزية: Lew Simmons)‏ هو لاعب كرة قاعدة أمريكي، ولد في 27 أغسطس 1838 في نيو كاسل في الولايات المتحدة، وتوفي في 2 سبتمبر 1911 في ريدينغ في الولايات المتحدة.